# Salina di Antofalla
La Salina di Antofalla (Salar de Antofalla) è una distesa salata situata nelle Ande della provincia di Catamarca, nel nord-ovest dell'Argentina. La salina contiene sistemi di oncoidi che crescono nell'interfaccia tra la salina vera e propria e le zone umide adiacenti. La geologia che circonda la parte meridionale del Salar de Antofalla è costituita da roccia sedimentaria continentale (ovvero non marina) depositatasi tra il tardo Eocene e l'inizio del Pleistocene.